# Formation Z
Formation Z é um jogo eletrônico lançado inicialmente para arcades em 1984 pela Jaleco, foi convertido para MSX e NES em 1985.
Tendo lugar no ano de 2701, o jogador controla um robô que pode se transformar em um lutador de aéreo em uma missão para parar uma superarma alienígena chegar à Terra. O robô pode se mover para a frente, para trás e pular, e o lutador aéreo pode viajar para qualquer lugar na tela, mas tem combustível limitado para fazê-lo. Uma combinação dos dois deve ser usado para evitar obstáculos, bem como para destruir quaisquer inimigos na tela para pontos extra.

## Lançamento
O jogo foi relançado no Nintendo Switch na Nintendo eShop pela Hamster Corporation como parte de sua série Arcade Archives e também no PlayStation 4 em 19 de março de 2020 como parte da mesma série.

## Recepção
De acordo com a revista japonesa Game Machine, Formation Z foi apenas um sucesso moderado nos arcades.